# Единен граждански номер
Едѝнният грàждански нòмер (съкратено ЕГН, е-ге-не) представлява 10-цифрен низ от няколко числа, който е уникален за всеки български гражданин или постоянно пребиваващ чужденец. Той служи за административен идентификатор на подлежащите на регистрация физически лица. ЕГН се получава при раждане в лечебно заведение или впоследствие – при издаването на акт за раждане. Еталонодържател на ЕГН е Единната система за гражданска регистрация и административно обслужване на населението (ЕСГРАОН) към Главна дирекция Гражданска регистрация и административно обслужване (ГД ГРАО).
Единният граждански номер е въведен през 1977 г. Той е вид национален идентификационен номер и в този формат се използва само в България.

## История
Основите на идентификацията на хората в България започва през XIX век. В края на османското иго управителят на Русенския вилает Мидхат паша въвежда номерация на населението. Числата са раздавани от османската администрация. Номерата отбелязват тома, книгата, главата и страницата в регистъра, в който е записан съответният човек. Подредбата се правела според йерархията в семейството: на една и съща страница от регистъра на първо място е поставян мъжът, а след него се подреждат жената, децата и всички останали членове на фамилията.
Регистрацията и идентификацията на българските граждани започва след Освобождението в края на XIX в. Регистрите по гражданско състояние официално се съставят в кметствата след 24 март 1893 г. след приемането на Правилникъ къмъ Закона за забележаване на ражданията, женитбите и умиранията, приет на 15 декември 1892 г. С това на закона за първи път се въвежда официална документална форма за доказване на събитията по гражданското състояние.
Преди въвеждането на актовете по гражданско състояние събитията раждане, женитба и умиране са се доказвали чрез свидетели и с писмен документ. Съществували са и църковни регистри.
От 1 януари 1921 г. на основание Закон за регистър на населението от 19.12.1920 / ДВ. бр. 214 от 21.12.1921 г. се въвеждат регистри за населението въз основа на сведения, които дават главите на домакинствата при общото преброяване на населението от 31.12.1920 г. В регистъра се записват всички жители на общината, които имат постоянно местожителство в нея. Воденето на регистрите за населението се възлага на градските и общински кметове. Тези регистри са се водили до въвеждане на Единната система по гражданска регистрация през 1977 г., когато лицата са получили ЕГН.
След въвеждането на ЕСГРАОН през 1977 г. само за един месец са раздадени номера на всички тогавашни жители на България. От 1 до 30 ноември са анкетирани над 8 млн. души. и са записани в регистъра на ЕГН. До края на април 2014 г. в България има издадени над 11,5 млн. единни граждански номера. Точният им бройка обаче никога не може да се фиксира, тъй като постоянно се променя. Базата данни се актуализира ежедневно. Всеки ден в 15 часа в нея се вписват всички новородени, починали, сключили брак или разведени. Попълват се променените адресни регистрации и всички други данни, с които човек фигурира в системата. След това справката се изпраща на МВР.

## Структура
Първите шест цифри съответстват на датата на раждане (ГГММДД). Тъй като за годината на раждане са отделени само две цифри, те могат да означават години от различни векове, например 08 може да се отнася за 1908 и 2008 г. За еднозначно определяне на датата се кодира по различен начин месецът. Той се представя с цифрите му само за годините от 1900 до 1999. За останалите години месецът се кодира по следния начин:
- за родените преди 1 януари 1900 г. към месеца се прибавя числото 20,
- за родените след 31 декември 1999 г. до 31 декември 2099 г. към месеца се прибавя числото 40.

Следващите три цифри (седма, осма и девета) са информация за областта в България и поредността на раждането, като седмата и осмата са случайно генерирани според региона, а деветата е четна за момче или нечетна за момиче.
| Регион/Област  | Отделени номера |
| -------------- | --------------- |
| Благоевград    | от 000 до 043   |
| Бургас         | от 044 до 093   |
| Варна          | от 094 до 139   |
| Велико Търново | от 140 до 169   |
| Видин          | от 170 до 183   |
| Враца          | от 184 до 217   |
| Габрово        | от 218 до 233   |
| Кърджали       | от 234 до 281   |
| Кюстендил      | от 282 до 301   |
| Ловеч          | от 302 до 319   |
| Монтана        | от 320 до 341   |
| Пазарджик      | от 342 до 377   |
| Перник         | от 378 до 395   |
| Плевен         | от 396 до 435   |
| Пловдив        | от 436 до 501   |

| Регион/Област     | Отделени номера |
| ----------------- | --------------- |
| Разград           | от 502 до 527   |
| Русе              | от 528 до 555   |
| Силистра          | от 556 до 575   |
| Сливен            | от 576 до 601   |
| Смолян            | от 602 до 623   |
| София – град      | от 624 до 721   |
| София – окръг     | от 722 до 751   |
| Стара Загора      | от 752 до 789   |
| Добрич (Толбухин) | от 790 до 821   |
| Търговище         | от 822 до 843   |
| Хасково           | от 844 до 871   |
| Шумен             | от 872 до 903   |
| Ямбол             | от 904 до 925   |
| Друг/Неизвестен   | от 926 до 999   |

Десетата цифра е контролна и се изчислява по следния алгоритъм:
1. Всяка от първите девет цифри се умножава по съответното ѝ тегло от таблицата на теглата и резултатите се сумират;
2. Получената сума се дели на 11 с остатък;
3. Ако остатъкът от крайното пресмятане (т. 2 долу) е по-малък от 10, тогава той се взема като контролна цифра; ако е 0 или 10, за контролна се взема цифрата 0.

Теглата {\displaystyle T} са съответните степени {\displaystyle P} на двойката, редуцирани по модул 11:
{\displaystyle T=2^{P}-M*11}

Таблица на теглата

| Позиция {\displaystyle P}  | 1  | 2  | 3  | 4  | 5   | 6  | 7   | 8   | 9   |
| {\displaystyle 2^{P}}      | 2  | 4  | 8  | 16 | 32  | 64 | 128 | 256 | 512 |
| Множител {\displaystyle M} | 0  | 0  | 0  | 1  | 2   | 5  | 11  | 23  | 46  |
| {\displaystyle M*11}       | 0  | 0  | 0  | 11 | 22  | 55 | 121 | 253 | 506 |
| Тегло {\displaystyle T}    | x2 | x4 | x8 | x5 | x10 | x9 | x7  | x3  | x6  |

Пример: 0847038794 – жена, с дата на раждане 3 юли 2008 г.

Забележка: ЕГН е коректен, но такова лице не съществува.
Изчисляване на контролната цифра в примера:
1. 0*2 + 8*4 + 4*8 + 7*5 + 0*10 + 3*9 + 8*7 + 7*3 + 9*6 = 257;
2. Делим получената сума на 11 и получаваме цяла част и остатък: 257/11 = 23 (остатък 4); или ако сме получили десетична дроб: 257/11 = 23,(36); за да намерим остатъка, умножаваме цялата част по 11 и изваждаме резултата от първоначалната сума: 257 - 23*11 = 4;
3. Контролната цифра е 4.

Така цялостната структура на ЕГН се получава във вида:

ГГММДДООПК,

където ГГ са последните 2 цифри от годината на раждане 00 ÷ 99;

ММ е месецът на раждане 01 ÷ 12 (съответно ММ+20 преди 1900 г. или ММ+40 от 2000 ÷ 2099 г.);

ДД е денят на раждане от месеца 01 ÷ 31;

ООП – отделèн номер за поредност на раждането по област (регион) и пол (П – четно число за мъж или нечетно за жена) 000 ÷ 999;

К – контролна цифра, получена като тегловна сума на останалите девет, редуцирана по модул 11.

## Примери
Случайно генерирани ЕГН:
- 0011113966 е ЕГН на мъж, роден на 11 ноември 1900 г. в регион Плевен, като е първото момче, родено в този ден и регион;
- 0404271406 е ЕГН на мъж, роден на 27 април 1904 г. в регион Велико Търново като е бил първото момче родено в този ден и регион
- 1012191435 е ЕГН на жена, родена на 19 декември 1910 г. в регион Велико Търново като преди нея в този ден и регион се е родило 1 момиче;
- 1302203993 е ЕГН на жена, родена на 20 февруари 1913 г. в регион Плевен като преди нея в този ден и регион се е родило 1 момиче;
- 2502191464 е ЕГН на мъж, роден на 19 февруари 1925 г. в регион Велико Търново, преди него в този ден и регион са се родили 3 момчета;
- 0649034487 е ЕГН на мъж, роден на 3 септември 2006 г. в регион Пловдив, като преди него в този ден и регион са се родили 6 момчета;
- 0847038794 е ЕГН на жена, родена на 3 юли 2008 г. в регион Шумен, като е четвъртото момиче, родено в този ден и регион.
- 952324#### е ЕГН на човек, роден на 24 март 1895 г.

## Практики

### Процедури и използване
ГРАО генерира ЕГН за всеки ден. За да бъде даден нов ЕГН, служителят на дирекцията влиза в системата и запазва първия свободен номер за пòла на лицето. Освен че при заявката човек получава уникален номер, към съответните цифри в регистъра се пази и досие, в което са записани актът за раждане, разрешението за постоянно пребиваване, решението за предоставяне на статут на бежанец или актът за натурализация от президентството.
Все пак има начин ЕГН да бъде променен. Съществуващата система, която е била използвана много рядко, запазва и стария номер. Административна промяна може да се поиска, когато в гражданския номер са сгрешени датата на раждане или полът.
Идентификационните цифри се използват за потвърждаване на самоличността. Номерирането позволява на властите постоянно да проследяват хората. Това в повечето случаи е свързано с функции на държавата като събиране на данъци, социално подпомагане или просто статистика.

### Месторождение
Поради съществувалата в продължение на много години практика на общинските подразделения на ЕСГРАОН да се раздават листове от един голям формуляр с предварително номерирани редове, то по последните цифри на ЕГН може с допустима точност да се определи и месторождението на съответния български гражданин. Други отдели на ЕСГРАОН направо сумират поредния номер на раждане с последните 3 цифри от ЕКНМ и прибавят единица в зависимост от пола на детето. Има и случаи от миналото на неправилно оформени ЕГН по местоживеене, а не по месторождение на лица, родени далеч преди въвеждането на ЕГН, като от службите по местоживеене са използвани свободни числа от 7-а, 8-а и 9-а цифра за съответната дата. Например, 1505098271 е ЕГН на жена, родена в Шуменска област, а съдържа числото 827 за област Търговище; 3412205373 е ЕГН на жена, родена в Плевенска област, а съдържа числото 537 за Русенска област. Споменатите практики се отричат от служителите на ЕСГРАОН, но въпреки това често се използват от правоохранителните органи за бърза проверка на валидността на документи за самоличност.

### Злоупотреба
Известно е, че за да преминават лесно през границите, престъпниците сменят ЕГН. През март 2005 г. са открити 46 такива случая.
Използването на системата ЕГН за идентификация поражда някои опасения за поверителността, въпреки че те официално се считат за лична информация и са защитени от закона.
Застрахователна компания включила свои клиенти в избирателни списъци без да са се подписвали за това, като използвала директно данните, които те са предоставили при регистрацията на автомобилите си в компанията. Деянието е кражба на лични данни.

## В чужбина
Държавите, чиито системи за номерация са най-близки до нашия ЕГН и в тях са кодирани датата на раждане, полът и друга лична информация, са Румъния (CNP, 9 цифри), страните от бивша Югославия (13 цифри), Албания (NID, 10 знака), Австрия (CCR-ID, 12 цифри), Чехия и Словакия (RČ, 10 цифри), Полша (PESEL, 11 цифри), Литва и Латвия (PC, 11 цифри), Естония (IK, 11 цифри), цяла Скандинавия, Китай (IDN, 18 цифри) и голяма част от държавите в Южна Америка. През 2022 г. Казахстан също въвежда система, която до голяма степен се доближава до българската. Нейните кодове обаче съдържат повече номера.
От 2022 г. в Гърция е въведен Личен номер (Προσωπικός Αριθμός), който се основава на съществуващия данъчен идентификационен номер и заменя всички съществуващи идентификационни номера. Той е уникален и е форматиран като XXX-#########. Има 3 буквено-цифрови знака + 9 цифри.
Гражданите на Испания получават Национален документ за самоличност (Documento Nacional de Identidad – DNI) с уникален номер от 9 знака във формат ########-A, където # е цифра и A е буква за контролна сума. От 2010 г. на чужденците не се издават лични карти, а документ за присвоен Идентификационен номер на чужденец (Número de Identificación de Extranjeros – NIE) от 9 знака във формат X-#######-A (# е цифра, A е буква за контролна сума и X е буква, обикновено X, но напоследък също Y). Чуждестранните жители са длъжни да използват паспортите си заедно с документа, съдържащ техния NIE номер.
Броят на цифрите, с които хората са обозначавани в различните страни, се движи в широк диапазон. Например в Сан Марино числата са само 5, докато в Китай, където месторождението също е част от кода, достигат до 18. Италианците имат „фискален код“ от 16 знака. Съставя се от първите съгласни на името и фамилията и от знаци за рождената дата, пола, общините на раждане и на местоживеене.
Зараждането на номерирането в чужбина обикновено не е било свързано с персоналната идентификация. В САЩ например, личните цифри в началото са били раздавани заради социалните осигуровки. Днес обаче същите числа служат за личен код. Системата се нарича Social Security Number. Тя представлява 9-цифрен личен код, който не съдържа никакви данни за човека. Формално тази номерация не е задължителна. На практика обаче, ако американец няма такъв номер, той не може да си издаде шофьорска книжка, да си открие банкова сметка или да получи кредитна карта. В САЩ не може да се направи никаква справка без този личен код.
В Нидерландия всички хора получават Обслужващ номер на гражданите (Burgerservicenummer – BSN), наречен с това име от 2007 г. Той се отпечатва се върху всички лични документи под заглавието „Персонален номер“. Номерът не съдържа никаква лична информация за лицето, като пол или дата на раждане.
В Русия през 1993 г. е въведен „Идентификационен номер на данъкоплатеца“ (Идентификационный номер налогоплательщика – ИНН) от 11 цифри. Такъв обаче получават не само физически, но и юридически лица. В други държави най-често кодовете представляват номера на документи като данъчна регистрация, социални осигуровки, шофьорски книжки или паспорти. Така жителите и временно пребиваващите в страната отново са маркирани, но не чрез директно номериране на човека. Както у нас, така и в чужбина човек получава номер още с раждането си или в някои държави – при навършване на пълнолетие. Временно пребиваващите пък получават личен код при влизането си в чужда държава. Властите използват кодовете за следене.
Кодът в някои страни не е един и същ в зависимост от това за какво се използва. Възможно е да бъдат махани или прибавяни цифри според областта, в която ще бъде приложен.
Не само в България обаче е възниквал въпросът могат ли номерата на хората да се използват недобросъвестно. Именно за целите на сигурността в много страни кодовете не се съобщават при повечето операции, за които у нас е нужен. В редица държави той се изисква само за данъци, социално осигуряване, обществен ред и здравеопазване.
Някои от най-развитите държави нямат аналог на нашия ЕГН. Британците например са сред народите, които не са възприели номерирането за лично идентифициране. Те имат само NI Number за социално осигуряване без персонални данни. Така е и в Австралия, където се ползва не един, а различни кодове за медицинско, данъчно, социално обслужване. Във Великобритания няма граждански номера и лични карти, а паспорт се изважда само за пътуване в чужбина. Там като се издаде шофьорска книжка, тя не подлежи на периодична подмяна, както е в България. Поставя се въпросът каква е целта, защо трябва институциите да придобиват актуални лични данни без причина.
В Германия и Унгария поставянето на номера на хората е сметнато за противодържавно. Конституционните съдилища на тези страни са го сметнали за нарушение на съответния регистър. Още през 1991 г. унгарците протестират срещу идентификаторите и Конституционният им съд е решил, че личният номер, „задължителен за всеки, който може да бъде употребяван без ограничения, е неконституционен“. Въпреки това категорично решение, все пак личният номер и в Унгария се използва в много сфери. В Германия няма национален идентификационен номер в пълния смисъл на понятието. Всеки гражданин (и всеки постоянен жител) получава Личен номер (Steuer-IdNr), обикновено при раждането. Въведен е 2008 г., за да замени предишния данъчен номер.